# The Snow Walker
The Snow Walker è un film del 2003 diretto da Charles Martin Smith, basato sul racconto Walk Well, My Brother di Farley Mowat, uno dei capitoli dell'omonimo libro The Snow Walker, del 1975.

## Trama
Siamo nel 1953. Nel territorio artico del Canada del nord, il pilota Charlie Halliday si guadagna da vivere trasportando merci.
In cambio di due zanne di tricheco, Charlie accetta di trasportare fino a Yellowknife all'ospedale più vicino Kanaalaq, una giovane Inuit molto probabilmente ammalata di tubercolosi.
L'aereo però subisce un grave incidente e mentre Charlie va a cercare aiuto Kanaalaq rimane presso il rottame del velivolo.
Intanto le ricerche dei soccorritori non danno alcun esito e Charlie viene ormai dato per disperso.
Sarà Kanaalaq a ritrovare Charlie gravemente ferito una settimana dopo, a curarlo e ad insegnargli il valore dell'amicizia e come sopravvivere contro una natura ostile.

## Riconoscimenti
- 2004 - Leo Awards
  - Migliori costumi
  - Miglior attore
  - Migliore colonna sonora
  - Migliori effetti sonori
  - Miglior suono
  - Migliori effetti visivi
- 2004 - Method Fest
  - Premio del pubblico

## Curiosità
- Dopo che un orso polare aveva interrotto le riprese del film, sono state messe delle guardie per proteggere gli attori.
- Annabella Piugattuk parla effettivamente in lingua inuit.
- Alcune scene sono state girate con una temperatura che andava dai 28 ai 45 gradi sotto lo zero.